# Bioarqueología
La Bioarqueología, también conocida como Osteoarqueología es una sub-especialidad de la Antropología física cuya meta es, como toda ciencia antropológica, estudiar la diversidad en poblaciones humanas del pasado por medio del análisis de los restos óseos provenientes de sitios arqueológicos. Esta subdisciplina combina métodos y teorías provenientes de la Antropología cultural, de la Arqueología y de la Biología. A pesar de que los conceptos de la bioarqueología hayan sido previamente empleados en muchos países de Europa bajo el nombre de Zooarqueologia, el término usado actualmente fue propuesto por Jane Buikstra en el año 1977 y continúa teniendo preferencia en países como los EE. UU., España, Perú y Argentina, pero éste varía regionalmente.

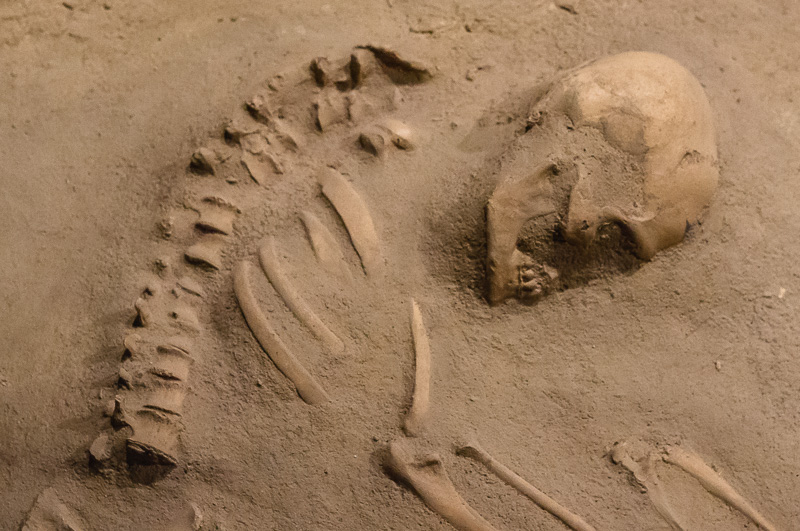
Restos óseos hallados en Lambayeque, Perú; Museo Nacional de Sicán.

## Especialidades
Dentro de la Bioarqueología se han desarrollado especialidades para abordar diferentes temáticas o líneas de evidencia. Cada una requiere de metodologías y herramientas específicas. Los primeros datos que se obtienen de los restos humanos son el sexo y la edad. A partir de ellos se pueden establecer una serie de parámetros demográficos.
Para obtener la determinación del sexo y la estimación de la edad hay un conjunto de indicadores con diferentes grado de precisión y permanentemente se están desarrollando nuevos, en función de las nuevas muestras analizadas o avances tecnológicos. 
Luego se analizan rasgos vinculados a otros parámetros como la salud y la enfermedad, el tipo de actividad, la nutrición, la movilidad o los hábitos fúnebres del grupo al que pertenecen los restos, entre otros. Cuando se obtienen datos de una determinada cantidad de individuos, en conjunto con la información proveniente del contexto arqueológico, es posible hacer inferencias sobre la población.

## Indicadores no específicos de estrés

### Indicadores dentales de estrés
Aunque la genética determina la formación y calcificación de los dientes, el medioambiente puede llegar a interrumpir el proceso, dejando marcas visibles que pueden ser utilizadas por los investigadores para estudiar el estado de salud del individuo. Asimismo, los dientes no poseen la capacidad de regeneración o reconstitución como los huesos; convirtiéndose en el mejor criterio para estudiar los primeros años de vida.

### Líneas de hipoplasia de esmalte
La apariencia física de este indicador se presenta como líneas horizontales visibles en la superficie de los dientes. La presencia del mismo se debe a la interrupción del desarrollo dentario, resultando en déficit de esmalte. Las causas principales de líneas de hipoplasia son la mala nutrición y enfermedad. La visibilidad de las mismas pueden ser micro o macroscópicas, dependiendo de la duración y severidad de la causa. Cuando la hipoplasia es macroscópica, las líneas y surcos entre ellas son medidos para estimar por cuánto tiempo el organismo estuvo bajo estrés.

## Indicadores de estrés óseos

### Hiperostosis porótica o «cribra orbitalia»
Esta patología se considera estar directamente relacionada con la dieta del individuo, especialmente con la deficiencia de hierro, pero la relación entre sí todavía está siendo estudiado por muchos. Normalmente se manifiesta dentro de la cavidad orbitar y el hueso parietal del cráneo con la apariencia de poros, como lo indica su nombre.

### Las líneas de Harris
Así como las líneas de hipoplasia de esmalte, las líneas de Harris indican la detención de crecimiento, pero del hueso. Las posibles causas están relacionadas normalmente con períodos de estrés en la infancia como malnutrición, infección, o algún evento traumático; éstas crean la manifestación de estrías o rayas en los huesos afectados.

### Análisis de cabello
Aunque los cabellos o pelos raramente son hallados en el registro arqueológico, cuando éstos están disponibles, pueden llegar a informar sobre períodos de estrés sufridos por la persona mediante el análisis de los niveles de cortisol registrados en el pelo y en el cuero cabelludo.

### Análisis de isótopos estables
Esta técnica permite a los bioarqueólogos examinar la dieta y por ende el estado de salud de poblaciones pasadas. Mediante el análisis de los isótopos estables de carbono y nitrógeno encontrados en el colágeno de los restos óseos, se puede determinar no sólo la composición de la dieta ya sea rica en carbohidratos o proteína; en el caso del último, si es marítimo o terrestre en origen. Los isótopos de nitrógeno (14N y 15N) ayudan a diferenciar entre la proteína proveniente de un animal terrestre o acuático, como también permiten comparar legumbres contra no legumbres. Asimismo, los isótopos de carbono (13C y 12C), proporciona datos correspondientes al tipo de plantas consumidas en vida por la persona
Otros isótopos estables empleados de este modo son estroncio y oxígeno. El análisis de los mismos provee resultados relacionados con movimientos migratorios cuando la persona se encontraba con vida. Los elementos oxígeno y estroncio entran al cuerpo por medio del consumo de alimentos y agua creando una especie de "marca" o "firma" que puede ser accedida en el laboratorio. Estas firmas corresponden con regiones específicas del mundo, permitiendo el análisis y comparación de los valores numéricos. El análisis de los niveles de estroncio y oxígeno ayuda a monitorizar si la persona en cuestión es inmigrante de cierta locación o no.